# Mangelia perattenuata
Mangelia perattenuata är en snäckart som beskrevs av Dall 1905. Mangelia perattenuata ingår i släktet Mangelia och familjen kägelsnäckor. Inga underarter finns listade i Catalogue of Life.